# بهرام الأرمني
بهرام الأرمني، هو أحد ولاة الدولة الفاطمية، 529هـ. استوزره الخليفة الفاطمي الحافظ لدين الله سنة 529هـ / 1135 م. توفى في القاهرة عام 535هـ - 1140م.

## خلفية تاريخية
قام الأرمن بدور مهم في حضارة مصر الإسلامية في العصور الوسطى وخاصة في العصر الفاطمي، حيث تقلدوا بعض المناصب القيادية في ذلك العصر. وكان براهم أشهر هؤلاء الأرمن، وآخر ما عرف من خبر إقامته قبل مجيئه إلى مصر أنه كان يقيم بتل باشر من بلاد الشام.
وعندما قدم إلى مصر اتصل بالخليفة الفاطمي الحافظ لدين الله، فاستوزره الحافظ سنة 529هـ / 1135 م. وأرسل إلى الشام لاستقدام أهله بعد توليه الوزارة. فحضر أهله ومعهم من الأرمن ثلاثون ألفاً فاستعان بهم بهرام في الدواوين والجيش، وترتب على ذلك ازدياد نفوذ الأرمن وسيطرتهم على مقدرات الدولة، مما تسبب في غضب وثورة رجال الدولة الذين كاتبوا رضوان بن ولخشي والي الغربية.
نجح بهرام في مساعيه الهادفة إلى إبعاد رضوان عن القصر، فعينه الخليفة الحافظ والياً على مدينة عسقلان التي تعتبر من أكبر ولايات الشام، وقد لاحظ وهو بالشام تلك الأعداد الغفيرة التي استقدمها بهرام من الأرمن، فحاول إقامة العراقيل في طريقهم. وإثر ذلك قام الوزير بهرام باستدعاء رضوان للقاهرة وتعيينه والياً على الغربية بمصر.
وعندما قوي نفوذ بهرام استغاث رجال الدولة برضوان بن ولخشي الذي قدم على جيش من ثلاثين ألفاً وسار بجيشٍ إلى القاهرة وضرب عليها الحصار، حتى اضطرَّ الحافظ للرضوخ وتعيينه وزيرًا، رغم أنَّه لم يكن مسلمًا حتى. وقد جاء من بعده «رضوان بن ولخشي». ودارت حرب بين بهرام ورضوان بالقاهرة ترتب عليها هزيمة بهرام وفراره إلى أخيه الباساك والي قوص بالصعيد. إذ سار إلى القاهرة سنة 530 هـ فنجح رضوان بن ولخشي بإزاحة بهرام. ثم استدعاه الخليفة الفاطمي للقصر واتخذه مستشاراً له حتى وفاته، وقد حزن عليه الخليفة الفاطمي حزناً شديداً وأغلق دواوين الدولة ثلاثة أيام حداداً عليه، كما كان الخليفة الفاطمي يجلس عند قبره ويبكي.